# Fylkesväg 8850
Fylkesväg 8850 (norska: Fylkesvei 8850) är en primär fylkesväg som går mellan Hesseng och Nyrud i Sør-Varangers kommun i Finnmark fylke i norra Norge. Vägen går nära den ryska gränsen. 
Vägen hette Riksväg 885 från 1965 fram till 2010 då den bytte namn till Fylkesväg 885. 2019 bytte den nummer till 8850, ett nummer som avser en mer lokal väg och som inte skyltas. Alla ändringar i namn och nummer har gjorts i samband med nationella reformer av vägnummer.

## Sträckning
Fylkesväg 8850 börjar vid E6 i Hesseng i Kirkenes tätort, går förbi Sandnes och Bjørnevatn, därefter söderut i Pasvikdalen förbi Svanvik till Nyrud. Vägen är 98 kilometer lång.

## Utbyggnadsplaner
Sedan 1930-talet har det funnits planer på att förlänga vägen från Nyrud och söderut, förbi Treriksröset och Krokfjell, vidare till Nellim i Finland. Den så kallade Mellomriksveien fick en konsekvensutredning med kostnadsberäkning gjord 2006, men regeringen la 2010 projektet på is. På 1930-talet hade det räckt med en bro över älven eftersom finska Riksväg 4 gick på andra sidan, och det fanns en färja eller väg på isen beroende på årstid vid Svanvik då. Det området övertogs av Sovjetunionen 1947. Dagens planer kräver att man går genom orörd skog väldigt nära Øvre Pasvik nationalpark. Det är betänkligt ur miljösynpunkt. Att dra den ursprunglig tänkt sträckning som blir via Ryssland är svårt då ryssarna inte är så intresserade då området är militärt skyddsområde som utlänningar inte får besöka. År 1970 byggdes en väg över älven då Hestefoss kraftverk byggdes, men den vägen liksom finsk-ryska gränsen vid gamla riksväg 4 är stängda för allmän biltrafik.

## Anslutningar och tätorter
- Hesseng E 6
- Sidoväg från Sandnes till Straumsneset
- Sidoväg från Vierdalen till Bjørnevatn
- Grenväg från Skillebekk till Svanvik
- Fylkesvei 8116 från Bekkevoll via Skrotnes till Stenbakk
- Stenbakk
- Nyrud